# Marsstenge

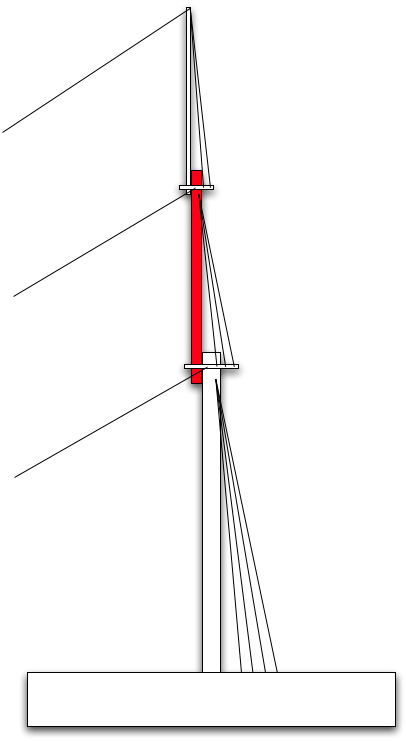
Marsstenge

Marsstenge ist der Teil des Mastes oberhalb der ersten Saling, der Marssaling. Er trägt an der zugehörenden Rah, der Marsrah, das Marssegel oder, wenn an dieser Stenge zwei Segel getakelt sind, an der Untermarsrah das Untermarssegel und an der Obermarsrah das Obermarssegel. Bei den Stahlseglern des beginnenden 20. Jahrhunderts war die Marsstenge aus Gewichtsgründen aus Holz, obwohl der Mast aus Stahl gefertigt wurde. Bei den „Stengen“ handelt es sich um Verlängerungen wegen begrenzter Länge gewachsener Bäume.